# Maksim Kolobov
Maksim Kolobov, född 10 april 2002 är en rysk backhoppare som tävlar i världscupen i backhoppning, backhoppningens högsta nivå.